# مامبيت (اسم)
مامبيت (بالقازاقية: Мәмбет)‏ (بالباشكيرية: Мәмбәт) (بالتتارية: Мәмбәт) (بالقرقيزية: Мамбет) (بالتتارية القرمية: Mambet) (بالروسية: Мамбет) اسمٌ فردي مذكرٌ ينتشر بين الشعوب الناطقة بالتركية، وهو اسم مرخمٌ من اسم النبي محمد. 

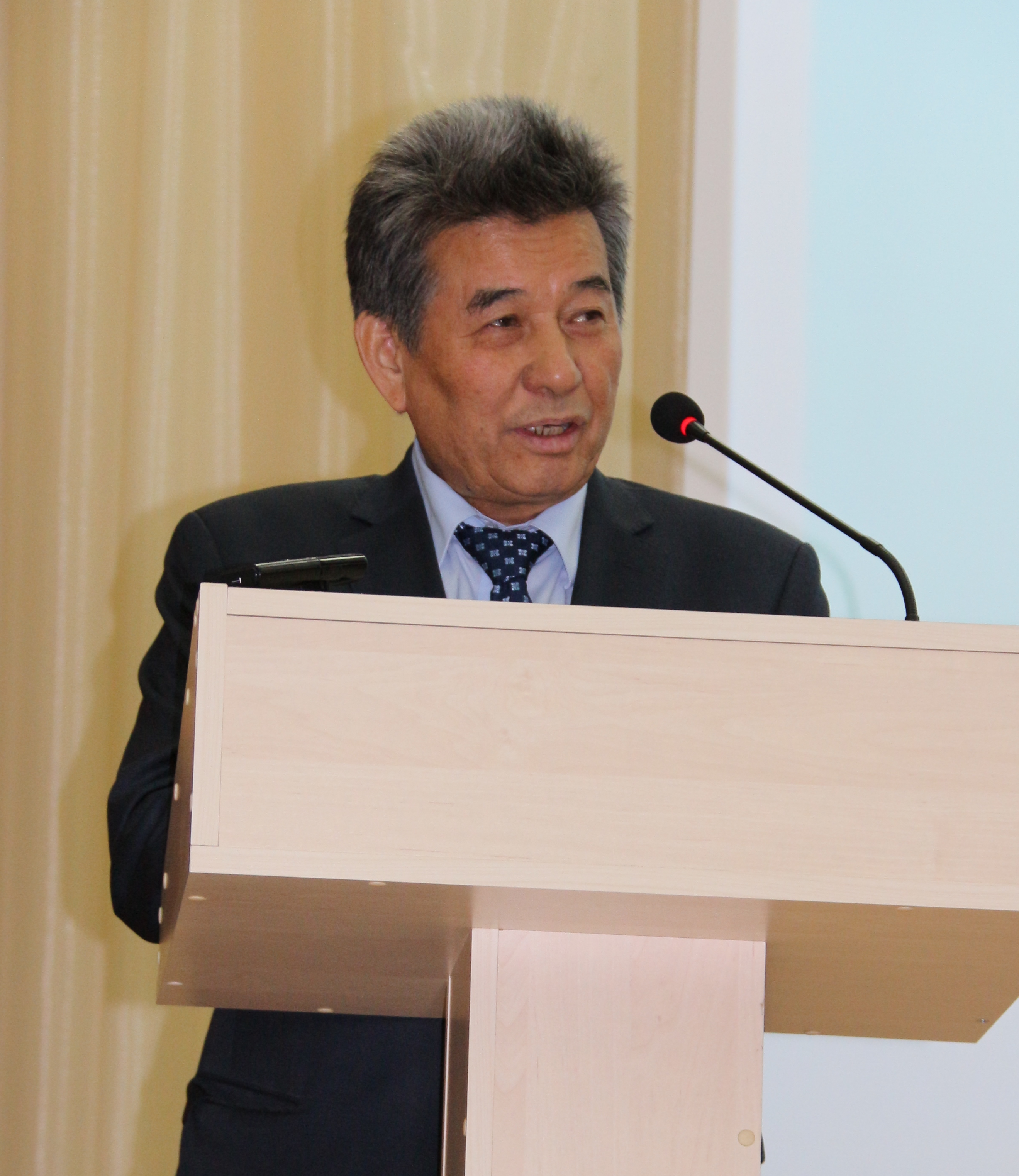
مامبيت كولزابيفيتش كويجيلدييف، مؤرخ كازاخي